# Musée du Parfum
Musée du Parfum (Muzeum parfému), též Musée du Parfum de Fragonard je soukromé muzeum v Paříži. Nachází se v 9. obvodu v ulici Rue Scribe. Muzeum prezentuje vývoj výroby parfémů.

## Historie
Muzeum založila v roce 1983 francouzská parfumerie Fragonard v domě ve stylu Napoleona III. (postaven 1860). Prostory jsou vybaveny dobovým nábytkem s expozicí o parfémech a jejich výrobě, jako jsou staré flakony, obaly, toaletní soupravy nebo destilační přístroje k extrahování parfémů.